# Club Hoquei Lloret
El Club Hoquei Lloret, abreviadamente CH Lloret, conocido en la actualidad por motivos de patrocinio como Club Hoquei Lloret Vila Esportiva es un club de hockey sobre patines de la localidad gerundense de Lloret de Mar. Fue fundado en el año 1969 y actualmente milita en la OK Liga Plata.

## Historia
Tras su fundación en 1969, el club llegó a Primera División Nacional en la temporada 1981-82, consiguiendo 4 años después el ascenso a la División de Honor en la que disputó 2 temporadas (1986-87 y 1987-88), para descender de nuevo a Primera División. Hasta la temporada 2001-02 el equipo no vuelve a la élite del hockey sobre patines estatal en la cual se ha mantenido hasta la actualidad, salvo dos descensos (las temporadas 2011-12 y 2014-15 jugó en Primera División). Cabe mencionar su aparición en los play offs para el título de liga en las temporadas 2004-05 y 2008-09, en las que fue eliminado en cuartos de final por el Reus Deportiu y el Club Patí Vic respectivamente.
A nivel europeo destaca su participación en la final four de la Copa de la CERS de la temporada 2007-08, en la que cayó en semifinales contra el Hockey Valdagno y el subcampeonato de la Copa de la CERS de la temporada 2008-09 que se disputó en Lloret y que acabó ganando el CH Mataró.